# Tacheles (Sendung)
Tacheles war eine Talkshow. Sie wurde von der Evangelischen Radio- und Fernsehkirche im NDR veranstaltet und stand unter der Trägerschaft der Evangelischen Kirche in Deutschland, der Evangelisch-lutherischen Landeskirche Hannovers und der Klosterkammer Hannover. Die Redaktion hatte ihren Sitz im Haus kirchlicher Dienste der Landeskirche Hannover. Die Talkshow wurde auf Phoenix ausgestrahlt, erstmals am 20. Oktober 1999. Sie beschäftigte sich mit politischen, gesellschaftlichen und wirtschaftlichen Fragen, die insbesondere aus ethischer und philosophischer Sicht beleuchtet wurden.
Gesendet wurde die Talkshow aus der Marktkirche in Hannover.
In jede Sendung wurden mehrere prominente Gäste eingeladen, vor allem Politiker und Repräsentanten aus Wirtschaft, Gesellschaft und Kirche. Auch Vertreter anderer Religionen, beispielsweise des Islam, kamen zu Wort.